# Sofie Karoline Haugen
Sofie Karoline Haugen (22 april 1995, Sandefjord) is een voormalig Noorse langebaanschaatsster. Ze is lid van SSK, de schaatsclub in Sandefjord.
Haugen deed mee aan de wereldkampioenschappen schaatsen junioren 2011 in Seinäjoki en de wereldkampioenschappen schaatsen junioren 2012 in Obihiro. In het seizoen 2012-2013, haar eerste als senior, brak zij door in Noorwegen en wist zich met een derde plaats op het Noorse Allroudkampioenschap in Stavanger te plaatsen voor het EK in Heerenveen. Op dit kampioenschap werd ze 24e.

## Persoonlijke records
| Afstand    | Tijd    | Datum            | Baan           |
| ---------- | ------- | ---------------- | -------------- |
| 500 meter  | 40,35   | 25 februari 2017 | Inzell         |
| 1000 meter | 1.18,66 | 17 maart 2016    | Calgary        |
| 1500 meter | 1.57,11 | 8 februari 2020  | Calgary        |
| 3000 meter | 4.02,66 | 3 december 2021  | Salt Lake City |
| 5000 meter | 6.56,64 | 15 februari 2020 | Salt Lake City |

(laatst bijgewerkt: 14 december 2021)

## Resultaten
| Jaar | EK Allround             | WK Allround             | WK Afstanden                                         | Olympische Spelen                            | WK Junioren                             |
| ---- | ----------------------- | ----------------------- | ---------------------------------------------------- | -------------------------------------------- | --------------------------------------- |
| 2011 |                         |                         |                                                      |                                              | 24e (21e, 37e, 31e, 22e)                |
| 2012 |                         |                         |                                                      |                                              | 23e (18e, 25e, 27e, 23e)                |
| 2013 | NC24 (22e, 23e, 24e, -) |                         |                                                      |                                              | 9e (18e, 10e, 11e, 8e) 8e achtervolging |
| 2014 | NC21 (17e, 22e, 21e, -) |                         |                                                      |                                              | 23e (11e, 6e, 29e, 9e)                  |
|      |                         |                         |                                                      |                                              |                                         |
| 2016 | NC14 (15e, 14e, 13e, -) | NC23 (23e, 22e, 23e, -) |                                                      |                                              |                                         |
| 2017 | NC14 (8e, 16e, 14e, -)  | NC21 (17e, 23e, 20e, -) | 23e massastart                                       |                                              |                                         |
| 2018 |                         | NC16 (14e, 14e, 16e, -) |                                                      |                                              |                                         |
| 2019 | NC14 (13e, 14e, 13e, -) |                         | 19e 3000m                                            |                                              |                                         |
| 2020 |                         | NC22 (23e, 21e, 21e, -) | 9e 5000m                                             |                                              |                                         |
| 2021 | NC15 (17e, 10e, 15e, -) |                         | 18e 1500m 15e 3000m HF 10 massastart                 |                                              |                                         |
| 2022 |                         | NC14 (17e, 13e, 14e, -) |                                                      | 28e 1500m HF 12e massastart 6e achtervolging |                                         |
| 2023 | 7e (13e, 5e, 8e, 6e)    |                         | 13e 3000m 7e 5000m HF 9e massastart 5e achtervolging |                                              |                                         |
| 2024 |                         | NC18 (22e, 18e, 18e, -) | 17e 3000m 11e 5000m 15e achtervolging                |                                              |                                         |